# Zniewaga
Zniewaga – występek polegający na naruszeniu godności innej osoby poprzez obrażanie lub poniżanie czynami lub słowami w jej obecności (celowo) lub pod jej nieobecność, publicznie.
Znieważyć można słowem (ubliżanie), pismem lub czynem poprzez inne obraźliwe zachowanie. Tym samym działaniem można dopuścić się również zniesławienia.
Zagrożony karą grzywny albo karą ograniczenia wolności na podstawie art. 216 § 1 Kodeksu karnego. Jeżeli sprawca znieważa inną osobę za pomocą środków masowego przekazu (§ 2), podlega jednej z wymienionych kar albo karze pozbawienia wolności do roku. W razie skazania za zniewagę za pomocą środków masowego przekazu sąd może orzec nawiązkę na rzecz pokrzywdzonego,
Polskiego Czerwonego Krzyża albo na inny cel społeczny wskazany przez pokrzywdzonego (§ 4).
Jeżeli zniewagę wywołało wyzywające się zachowanie pokrzywdzonego albo jeżeli pokrzywdzony odpowiedział naruszeniem nietykalności cielesnej lub zniewagą wzajemną, sąd może odstąpić od wymierzenia kary (§ 3).
Ściganie odbywa się z oskarżenia prywatnego (§ 5).
Zbliżone definicje tego występku oraz możliwość odstąpienia od kary w razie prowokacji lub retorsji ze strony pokrzywdzonego zawierały wcześniejsze kodeksy. Kodeks karny z 1932 w art. 256 groził za obrazę godności osobistej innej osoby karą aresztu do roku lub grzywny (kodeks ten odróżniał dwie kary pozbawienia wolności, więzienie było cięższą, areszt lżejszą). Kodeks karny (1969) w art. 181 za znieważanie innej osoby przewidywał karę pozbawienia wolności do roku, ograniczenia wolności albo grzywny. Nowością w obecnym kodeksie jest rozróżnienie na czyn popełniony za pomocą mediów (pociągający surowszą odpowiedzialność) i bez ich pośrednictwa.
W prawie rzymskim zniewagę oraz naruszenie nietykalności cielesnej określano mianem iniuria (łac. „bezprawie”).